# Cercotrichas podobe
El alzacola negro (Cercotrichas podobe) es una especie de ave paseriforme de la familia Muscicapidae propia del Sahel y Arabia. Su hábitat natural son las sabanas secas y zonas de matorral semiáridas.